# Ypthima annamitica
Ypthima annamitica är en fjärilsart som beskrevs av Hans Fruhstorfer 1911. Ypthima annamitica ingår i släktet Ypthima och familjen praktfjärilar. Inga underarter finns listade i Catalogue of Life.